# El Porvenir, Nautla
El Porvenir är en ort i Mexiko.   Den ligger i kommunen Nautla och delstaten Veracruz, i den sydöstra delen av landet, 250 km öster om huvudstaden Mexico City. El Porvenir ligger 191 meter över havet och antalet invånare är 101.
Terrängen runt El Porvenir är huvudsakligen kuperad, men åt nordväst är den platt. Runt El Porvenir är det ganska tätbefolkat, med 149 invånare per kvadratkilometer. Närmaste större samhälle är Misantla, 11,7 km söder om El Porvenir. Omgivningarna runt El Porvenir är en mosaik av jordbruksmark och naturlig växtlighet.